# St. Agatha (Austria)
St. Agatha, Sankt Agatha – miejscowość i gmina w Austrii, w kraju związkowym Górna Austria, w powiecie Grieskirchen. Liczy 2111 mieszkańców.